# Campeonato Sudamericano de Clubes de Voleibol Femenino 2022
El Campeonato Sudamericano de Clubes de Voleibol Femenino de 2022 fue la trigésima quinta edición del torneo de voleibol femenino más importante a nivel de clubes en Sudamérica. El torneo se disputó del 6 al 10 de mayo de 2022 en la ciudad de Uberlândia (Brasil) y otorgó plazas para el Campeonato Mundial de Clubes de la FIVB de 2022.

## País anfitrión y ciudad sede
En febrero de 2022 fue confirmada la ciudad ciudad de Uberlândia como sede lo que representa la quinta vez que el estado de Minas Gerais recibe al torneo en los últimos seis años. Al ser el anfitrión del torneo, el equipo Dentil/Praia Club se aseguró su plaza en uno de los grupos. A fines de abril se confirmó la presencia de otros dos equipos brasileros, sumados a los campeones de las ligas peruana, boliviana y chilena.

## Equipos participantes
| País    | Cupos | Equipos |
| ------- | ----- | --- |
| Brasil  | 3     | Dentil/Praia Club - equipo anfitrión / Finalista Copa Brasil Itambé/Minas - Campeón Superliga feminina Sesi/Voley Bauru - Campeón Copa Brasil |
| Bolivia | 1     | Club Deportivo San Martín - Campeón Liga Superior Femenina del Voleibol Boliviano 2021                                                        |
| Chile   | 1     | Boston College - Campeón Liga Nacional de Voleibol 2021                                                                                       |
| Perú    | 1     | Regatas Lima - Campeón Liga Nacional Superior de Voleibol Femenino 2021-22                                                                    |

## Modo de disputa
En primera instancia, los equipos se dividen en dos grupos, A y B, donde los equipos se enfrentan unos a otros en un sistema de todos contra todos. Los dos mejores equipos de cada grupo avanzan a la segunda fase, mientras que los equipos ubicados en las terceras posiciones de cada grupo se enfrentan entre sí para determinar el quinto puesto.
Los mejores cuatro equipos se enfrentan en la segunda fase, donde el primero de un grupo se enfrenta al segundo del otro. Los dos ganadores avanzan a la final mientras que los perdedores disputan el tercer puesto.

## Resultados

### Primera fase
Los horarios corresponden al huso horario de Brasil en verano, UTC–2.

#### Grupo A
| Pos. | Equipo          | Pts | PG | PP | SG | SP | PG  | PP  |
| ---- | --------------- | --- | -- | -- | -- | -- | --- | --- |
| 1.º  | Dentil/Praia    | 6   | 2  | 0  | 6  | 2  | 173 | 86  |
| 2.º  | Regatas Lima    | 3   | 1  | 1  | 4  | 3  | 138 | 135 |
| 3.º  | Club San Martín | 0   | 0  | 2  | 0  | 6  | 60  | 150 |

|  | Clasificadas a semifinales. |

| Fecha     | Hora  | Equipo 1        | Res.  | Equipo 2        | Set 1 | Set 2 | Set 3 | Set 4 | Set 5 | Total   | Reporte |
| --------- | ----- | --------------- | ----- | --------------- | ----- | ----- | ----- | ----- | ----- | ------- | ------- |
| 6 de mayo | 18:30 | Dentil/Praia    | 3 – 0 | Club San Martín | 25-6  | 25-7  | 25-10 |       |       | 75 – 23 | CSV     |
| 7 de mayo | 19:00 | Dentil/Praia    | 3 – 1 | Regatas Lima    | 25-12 | 23-25 | 25-13 | 25-13 |       | 98 – 63 | CSV     |
| 8 de mayo | 18:30 | Club San Martín | 0 – 3 | Regatas Lima    | 13-25 | 13-25 | 11-25 |       |       | 37 – 75 | CSV     |

#### Grupo B
| Pos. | Equipo           | Pts | PG | PP | SG | SP | PG  | PP  |
| ---- | ---------------- | --- | -- | -- | -- | -- | --- | --- |
| 1.º  | Itambé/Minas     | 6   | 2  | 0  | 6  | 0  | 150 | 78  |
| 2.º  | Sesi/Voley Bauru | 3   | 1  | 1  | 3  | 3  | 121 | 114 |
| 3.º  | Boston College   | 0   | 0  | 2  | 0  | 6  | 71  | 150 |

|  | Clasificadas a semifinales. |

| Fecha     | Hora  | Equipo 1         | Res.  | Equipo 2       | Set 1 | Set 2 | Set 3 | Set 4 | Set 5 | Total   | Reporte |
| --------- | ----- | ---------------- | ----- | -------------- | ----- | ----- | ----- | ----- | ----- | ------- | ------- |
| 6 de mayo | 16:30 | Boston College   | 0 – 3 | Itambé/Minas   | 13-25 | 12-25 | 18-25 |       |       | 43 – 75 | CSV     |
| 7 de mayo | 21:00 | Sesi/Voley Bauru | 0 – 3 | Itambé/Minas   | 20-25 | 15-25 | 19-25 |       |       | 53 – 75 | CSV     |
| 8 de mayo | 16:30 | Sesi/Voley Bauru | 3 – 0 | Boston College | 25-21 | 25-9  | 25-17 |       |       | 75 – 47 | CSV     |

### Segunda fase
Los horarios corresponden al huso horario de Brasil en verano, UTC–2.
|  | Semifinales       | Semifinales |                   |              | Final            | Final        |  |
|  |                   |             |                   |              |                  |              |  |
|  |                   |             |                   |              |                  |              |  |
|  | Itambé/Minas      | 3           |                   |              |                  |              |  |
|  | Itambé/Minas      | 3           |                   |              |                  |              |  |
|  | Regatas Lima      | 0           |                   |              |                  |              |  |
|  | Regatas Lima      | 0           |                   | Itambé/Minas | 3                |              |  |
|  |                   |             |                   | Itambé/Minas | 3                |              |  |
|  |                   |             | Dentil/Praia Club | 2            |                  |              |  |
|  | Dentil/Praia Club | 3           | Dentil/Praia Club | 2            |                  |              |  |
|  | Dentil/Praia Club | 3           |                   |              |                  |              |  |
|  | Sesi/Voley Bauru  | 0           |                   |              | Tercer lugar     | Tercer lugar |  |
|  | Sesi/Voley Bauru  | 0           |                   |              | Tercer lugar     | Tercer lugar |  |
|  |                   |             |                   |              |                  |              |  |
|  |                   |             |                   |              | Sesi/Voley Bauru | 3            |  |
|  |                   |             |                   |              | Sesi/Voley Bauru | 3            |  |
|  |                   |             |                   |              | Regatas Lima     | 0            |  |
|  |                   |             |                   |              | Regatas Lima     | 0            |  |
|  |                   |             |                   |              |                  |              |  |

|  | Quinto puesto   |   |  |
|  |                 |   |  |
|  | Boston College  | 3 |  |
|  | Boston College  | 3 |  |
|  | Club San Martín | 0 |  |
|  | Club San Martín | 0 |  |

#### Semifinales
| Fecha     | Hora  | Equipo 1     | Res.  | Equipo 2         | Set 1 | Set 2 | Set 3 | Set 4 | Set 5 | Total   | Reporte |
| --------- | ----- | ------------ | ----- | ---------------- | ----- | ----- | ----- | ----- | ----- | ------- | ------- |
| 9 de mayo | 16:30 | Itambé/Minas | 3 – 0 | Regatas Lima     | 25-10 | 25-19 | 25-20 |       |       | 75 – 49 | CSV     |
| 9 de mayo | 19:30 | Dentil/Praia | 3 – 0 | Sesi/Voley Bauru | 25-21 | 27-25 | 25-21 |       |       | 77 – 67 | CSV     |

#### Quinto puesto
| Fecha     | Hora  | Equipo 1        | Res.  | Equipo 2       | Set 1 | Set 2 | Set 3 | Set 4 | Set 5 | Total   | Reporte |
| --------- | ----- | --------------- | ----- | -------------- | ----- | ----- | ----- | ----- | ----- | ------- | ------- |
| 9 de mayo | 14:00 | Club San Martín | 0 – 3 | Boston College | 22-25 | 14-25 | 16-25 |       |       | 52 – 75 | Reporte |

#### Tercer puesto
| Fecha      | Hora  | Equipo 1     | Res.  | Equipo 2         | Set 1 | Set 2 | Set 3 | Set 4 | Set 5 | Total   | Reporte |
| ---------- | ----- | ------------ | ----- | ---------------- | ----- | ----- | ----- | ----- | ----- | ------- | ------- |
| 10 de mayo | 16:30 | Regatas Lima | 0 – 3 | Sesi/Voley Bauru | 27-29 | 18-25 | 21-25 |       |       | 66 – 79 | CSV     |

#### Final
| Fecha      | Hora  | Equipo 1     | Res.  | Equipo 2     | Set 1 | Set 2 | Set 3 | Set 4 | Set 5 | Total     | Reporte |
| ---------- | ----- | ------------ | ----- | ------------ | ----- | ----- | ----- | ----- | ----- | --------- | ------- |
| 10 de mayo | 18:30 | Dentil/Praia | 2 – 3 | Itambé/Minas | 22-25 | 25-20 | 25-16 | 21-25 | 13-15 | 106 – 101 | CSV     |

## Posiciones finales
| Pos.              | Equipo            |
| ----------------- | ----------------- |
| Medalla de oro    | Itambé/Minas      |
| Medalla de plata  | Dentil/Praia Club |
| Medalla de bronce | Sesi/Voley Bauru  |
| 4.º               | Regatas Lima      |
| 5.º               | Boston College    |
| 6.º               | Club San Martín   |

|  | Clasificados al Mundial de Clubes de la FIVB de 2022 |

| Campeón Sudamericano de Clubes |
| ------------------------------ |
| Itambé/Minas Sexto título      |

## Distinciones individuales
Al culminar la competición la organización del torneo entregó los siguientes premios individuales:
- Jugadora más valiosa (MVP)

 Kisy (Itambé/Minas)
- Mejor armadora

 Macris Carneiro (Itambé/Minas)
- Mejores atacantes de punta

 Priscila Daroit (Itambé/Minas)
 Anne Buijs (Dentil Praia)
- Mejores centrales

 Ana Carolina da Silva (Dentil Praia)
 Adenízia da Silva (Sesi/Voley Bauru)
- Mejor opuesta

 Kisy (Itambé/Minas)
- Mejor líbero

 Léia Silva (Itambé/Minas)